# Ocikanivka (Valok), Poltava
Ocikanivka (în ucraineană Очканівка) este un sat în comuna Valok din raionul Poltava, regiunea Poltava, Ucraina.

## Demografie
Componența lingvistică a localității Ocikanivka
     Ucraineană (94,84%)
     Rusă (5,16%)
Conform recensământului din 2001, majoritatea populației localității Ocikanivka era vorbitoare de ucraineană (94,84%), existând în minoritate și vorbitori de rusă (5,16%).